# Osinniki
Osinniki (în rusă Осинники) este un oraș din regiunea Kemerovo, Federația Rusă, cu o populație de 47.356 locuitori.
1. ↑  OKTMO 179/2016, accesat în 27 octombrie 2016